# Hard Knock Life (Ghetto Anthem)
Hard Knock Life (Ghetto Anthem) è il secondo singolo del rapper statunitense Jay-Z estratto dal suo terzo album Vol. 2... Hard Knock Life. Prodotto da The 45 King, il singolo è pubblicato il 27 ottobre 1998 e distribuito dalle etichette Roc-A-Fella e Def Jam. Nella versione distribuita per il mercato europeo, è presente anche il singolo di Reasonable Doubt Can't Knock the Hustle, remixato da Irv Gotti e che vede la partecipazione di Meli'sa Morgan per il ritornello in sostituzione di Mary J. Blige.
Il ritornello del singolo è derivato da un campionamento modificato della canzone It's the Hard Knock Life, proveniente dalla colonna sonora dello spettacolo teatrale del 1977 Annie.
Il singolo diviene il primo successo internazionale del rapper: la RIAA lo certifica disco d'oro il 24 marzo del 1999 e disco di platino il 15 luglio 2015. Hard Knock Life raggiunge la quindicesima posizione della Billboard Hot 100 e a livello internazionali raggiunge la top ten delle classifiche in Canada, Danimarca, Germania, Irlanda, Nuova Zelanda, Norvegia, Paesi Bassi, Regno Unito, Svezia e Svizzera. Inoltre è candidata ai Grammy come Best Rap Solo Performance nel 1999.

## Tracce

### CD negli Stati Uniti
1. Hard Knock Life (The Ghetto Anthem) (Single Version-Clean)
2. Hard Knock Life (The Ghetto Anthem) (Instrumental)

### CD nel Regno Unito
1. Hard Knock Life (Ghetto Anthem) (Radio Edit)
2. Can't Knock the Hustle (Fools Paradise Remix)
3. Hard Knock Life (Ghetto Anthem) (Album Version)

### Vinile
Lato A
1. Hard Knock Life (Ghetto Anthem) (swearing version)
2. Hard Knock Life (Ghetto Anthem) (LP Version)

Lato B
1. Hard Knock Life (Ghetto Anthem) (Instrumental)

## Classifiche

### Classifiche settimanali
| Classifica (1998)        | Posizione massima |
| ------------------------ | ----------------- |
| Australia                | 31                |
| Austria                  | 14                |
| Belgio (Fiandre)         | 11                |
| Belgio (Vallonia)        | 24                |
| Canada                   | 6                 |
| Danimarca                | 6                 |
| Francia                  | 21                |
| Germania                 | 5                 |
| Irlanda                  | 9                 |
| Norvegia                 | 4                 |
| Nuova Zelanda            | 10                |
| Paesi Bassi              | 6                 |
| Regno Unito              | 2                 |
| Stati Uniti              | 15                |
| US Hot R&B/Hip-Hop Songs | 10                |
| US R&B/Hip Hop Airplay   | 5                 |
| US Rhythmic Songs        | 10                |
| US Radio Songs           | 23                |
| Svezia                   | 6                 |
| Svizzera                 | 7                 |